# Tuppers självrefererande formel
Tuppers självrefererande formel är en matematisk formel som under givna förutsättningar har en grafisk representation som visuellt påminner om formelns formulering.
Formeln lyder:
{\displaystyle {1 \over 2}<\left\lfloor \mathrm {mod} \left(\left\lfloor {y \over 17}\right\rfloor 2^{-17\lfloor x\rfloor -\mathrm {mod} (\lfloor y\rfloor ,17)},2\right)\right\rfloor }.
Om {\displaystyle k} är följande tal med 543 siffror
```
 960939379918958884971672962127852754715004339660129306651505519271702802395266424689642842174350
 718121267153782770623355993237280874144307891325963941337723487857735749823926629715517173716995
 165232890538221612403238855866184013235585136048828693337902491454229288667081096184496091705183
 454067827731551705405381627380967602565625016981482083418783163849115590225610003652351370343874
 461848378737238198224849863465033159410054974700593138339226497249461751545728366702369745461014
 655997933798537483143786841806593422227898388722980000748404719
```

, så kan följande bild genereras i området {\displaystyle 0\leq x\leq 105}, {\displaystyle k\leq y\leq k+16} genom att rita en svart pixel på alla punkter {\displaystyle (x,y)} där olikheten gäller: